# سندرم آزادسازی سیتوکین
سندرم آزادسازی سیتوکین (انگلیسی: Cytokine release syndrome) یا واکنش انفوزیون نوعی سندرم پاسخ التهابی سیستمیک است که عارضه برخی بیماری‌ها، عفونت‌ها و همچنین عارضهٔ دارویی برخی «پادتن‌های مونوکلونال» و «درمان‌های اختصاصی با لنفوسیت‌های تی» است. موارد شدید سندرم آزادسازی سیتوکین را طوفان سیتوکین می‌نامند.

## علائم و نشانه‌ها
علائم شامل تب، خستگی، بی‌اشتهایی، درد مفاصل و ماهیچه‌ها، تهوع، استفراغ، اسهال، جوش‌های پوستی، تنفس سریع، تپش قلب، افت فشارخون، تشنج، سردرد، کنفوزیون، روان‌آشفتگی، توهم، لرزش و آتاکسی است.
تست‌های آزمایشگاهی و پایش‌های بالینی نشاندهندهٔ سطح پائین اکسیژن، فشار نبض پهن، افزایش برون‌ده قلب (در مراحل اولیه)، کاهش برون‌ده قلب (در مراحل آخر)، سطح بالای نیتروژن خون (اَزوتمی)، بالا رفتن دی-دایمر، افزایش ترانس‌آمینازهای کبدی، کمبود فاکتور ۱ سامانه کمپلمان (CFI)، خونریزی زیاد، و افزایش سطح بیلی‌روبین است.

## علت بروز
سندرم آزادسازی سیتوکین زمانی رخ می‌دهد که تعداد زیادی از گلبول‌های سفید از جمله لنفوسیت‌های بی، لنفوسیت‌های تی، سلول‌های کشنده طبیعی، ماکروفاژها، سلول‌های دندریتیک و مونوسیت‌ها فعال شده و همگی سیتوکین‌های التهابی رها می‌کنند که به نوبهٔ خود، تعداد بیشتری از گلبول‌های سفید را تحریک و فعال می‌کند. سلول‌های دفاعی یادشده، توسط سلول‌های آلوده‌شده‌ای فعال می‌شوند که در اثر آپوپتوز یا نکروز می‌میرند.
این اتفاق زمانی می‌افتد که دستگاه ایمنی، مشغول مبارزه با عوامل بیماری‌زا است، چرا که سیتوکین‌ها در واقع، به سلول‌های ایمنی همچون لنفوسیت‌های تی و ماکروفاژها علامت می‌دهند تا به محل عفونت حمله‌ور شوند. علاوه بر آن، سیتوکین‌ها این سلول‌های ایمنی را تحریک می‌کنند و سبب می‌شوند تا آنها، میزان بیشتری سیتوکین ترشح کنند.
سندرم آزادسازی سیتوکین همچنین ممکن است ناشی از برخی زیست‌داروهایی باشد که از طریق گیرنده‌های سطحِ گلبول‌های سفید، جهت فعال یا غیرفعال کردن دستگاه ایمنی به کار می‌روند. به عنوان مثال، موروموناب-سی‌دی ۳ که یک پادتن مونوکلونال علیه پروتئین CD3 است و برای سرکوب دستگاه ایمنی در موارد پیوند عضو به‌کار می‌رود؛ آلمتوزومب که علیه پروتئین CD52 عمل می‌کند و در درمان برخی سرطان‌های خون، و ام‌اس و جهت جلوگیری از ردِ پیوند عضو کاربرد دارد؛ و ریتوکسی‌مب که یک پادتن علیه پروتئین CD20 است و در درمان برخی سرطان‌های خون و بیماری‌های خودایمنی به‌کار می‌رود، همگی ممکن است موجب بروز این عارضه گردند. درمان‌های اختصاصی با لنفوسیت‌های تی با استفاده از لنفوسیت‌های تی اصلاح شده و سلول تی کایمریک گیرنده آنتی‌ژن (CAR-T) هم ممکن است منجر به سندرم آزادسازی سیتوکین شوند.
به نظر می‌رسد که میانجی اصلی و مهم سندرم آزادسازی سیتوکین، اینترلوکین ۶ است.
سندرم آزادسازی سیتوکین شدید، در جریان برخی از بیماری‌های عفونی و غیرعفونی بروز می‌کند که از آن میان می‌توان به بیماری پیوند علیه میزبان، (GVHD)، سندرم دیسترس تنفسی حاد (ARDS)، سپتیسمی، بیماری ویروسی ابولا، آنفلوآنزای پرندگان، آبله و سندرم پاسخ التهابی سیستمیک (SIRS) اشاره کرد. بیماری‌های لنفوپرولیفراتیو مرتبط با ویروس اپشتین–بار و لنفوهیستوسیتوز هموفاگوسیتیک نیز در اثر افزایش شدید سطح سیتوکین‌ها ایجاد می‌شوند و می‌توان این دو را، نوع شدیدی از سندرم آزادسازی سیتوکین قلمداد کرد. داروهای ریتوکسی‌مب (ضد CD20) و تیساجن‌لِـکلوسِـل (ضد CD19) از داروهایی هستند که ممکن است منجر به این عارضه شوند. داروی آزمایشی ترالیزومب در یک کارآزمایی بالینی فاز ۱ سبب بروز علائم بسیار شدید و جدی این عارضه در ۶ بیمارِ داوطلب شد.

## تشخیص
باید بتوان علائم سندرم آزادسازی سیتوکین را از علائم ناشی از خودِ بیماری، و چنانچه ناشی از داروها باشد، از سایر عوارض آن دارو، افتراق و تشخیص داد. به عنوان مثال عارضهٔ سندرم لیز تومور نیازمند درمان‌های کاملاً متفاوتی است. تا این لحظه هیچگونه ابزار تشخیصی خاص برای سندرم آزادسازی سیتوکین وجود ندارد و تشخیص این عارضه، کاملاً وابسته به تجریه و قضاوت بالینی پزشک است.

### طبقه‌بندی
سندرم آزادسازی سیتوکین نوعی سندرم پاسخ التهابی سیستمیک و همچنین یکی از عوارض برخی داروهاست.
طبقه‌بندی سندرم آزادسازی سیتوکین بر پایهٔ «معیارهای رایج اصطلاح‌شناسی عوارض جانبی»، نسخهٔ ۴٫۰۳ که در سال ۲۰۱۰ منتشر شد، این چنین است:
| مرحله/درجه | شدت علائم |
| ---------- | --- |
| درجهٔ ۱     | واکنش خفیف؛ نیازی به قطع انفوزیون دارو نیست؛ نیازمند درمان نیست. |
| درجهٔ ۲     | قطع موقت درمان یا انفوزیون دارو لازم است، اما به سرعت به درمان‌های علامتی پاسخ می‌دهد (مثلاً: استامینوفن، داروهای ضدالتهاب غیراستروئیدی، مخدر، مایعات وریدی)؛ داروهای پیشگیری‌کننده به مدت کمتر از ۲۴ ساعت لازم است.           |
| درجهٔ ۳     | طولانی‌مدت (مثلاً به درمان‌های علامتی یا قطع‌کردن تزریق دارو پاسخِ فوری نمی‌دهد)؛ عود علائم علی‌رغم بهبود ظاهری اولیه؛ به‌سبب احتمال بروز عواقب ناشی از آن (مثلاً نارسایی کلیوی با گرفتاری ریوی)، نیازمند بستری در بیمارستان هستند. |
| درجهٔ ۴     | عواقب تهدیدکنندهٔ حیات دارد؛ تنفس مصنوعی و داروهای ضد افت فشار خون لازم است. |
| درجهٔ ۵     | مرگ |

## پیشگیری
سندرم آزادسازی سیتوکین شدید ناشی از داروها را می‌توان با استفاده از دوزهای کمتر دارو، تزریق آهسته‌تر، و تجویز همزمان آنتی‌هیستامین یا کورتیکواستروئید، قبل و هنگامِ تجویز دارو، پیشگیری نمود.
روش‌های آزمایشگاهی خاصی وجود دارد که از طریق آن می‌توان پیش‌بینی کرد داروهای آزمایشی تا چه حد احتمال دارد در کارآزمایی‌های بالینی فاز ۱ باعث بروز سندرم آزادسازی سیتوکین شوند و سازمان‌های نظارتی پیش از کاربرد و آزمایش چنین داروهایی بر روی داوطلبان، مایلند تا نتایج این آزمایش‌ها را ببیند.

## درمان
درمان موارد خفیف سندرم آزادسازی سیتوکین، از نوعِ درمان حمایتی است و بیشتر متمرکز بر رفع تب، خستگی و درد ماهیچه‌هاست. موارد متوسط بیماری، نیازمند اکسیژن‌درمانی، مایعات وریدی و داروهای ضد افت فشار است تا فشار خون بالا برود. برای موارد متوسط تا شدید، گاهی داروهای تضعیف‌کنندهٔ ایمنی نظیر کورتون‌ها ضرورت می‌یابد؛ اما باید دقت کرد تا اثرات داروهای اولیه تقویت‌کنندهٔ ایمنی، کاملاً بی‌اثر و خنثی نشود.
توسیلیزومب یک داروی ضد اینترلوکین ۶ است که در برخی مراکز درمانی برای درمان سندرم آزادسازی سیتوکین به‌کار می‌رود.
لازم به یادآوری است، با آنکه داروهای ضدالتهاب غیراستروئیدی و کورتون‌ها به‌طور تجربی در درمان سندرم دیسترس تنفسی حاد (ARDS) استفاده می‌شوند، اما کارآزمایی‌های بالینی نشان داده‌اند که این داروها هیچ اثری بر روی مکانیک ریه‌ها، تبادل گازها در ریه، یا  نتایج سودمند در سندرم دیسترس تنفسی حاد زودهنگام ندارد.

## همه‌گیرشناسی
سندرم آزادسازی سیتوکین شدید، نادر است. انواع خفیف و متوسط آن از عوارض داروهای تعدیل‌کننده ایمنی و درمان‌های اختصاصی با لنفوسیت‌های تی است.

## تاریخچه
نخستین اشاره به طوفان سیتوکین در متون پزشکی، توسط فِرِرا و همکاران در سال ۱۹۹۳ و طی بحثی دربارهٔ بیماری پیوند علیه میزبان، (GVHD) انجام شد؛ عارضه‌ای که طی آن، میزان زیادی سیتوکین در بدن رها شده و نقش آن طی سالیان متمادی، مورد بحث و تبادل نظر بود. این عبارت سپس در سال ۲۰۰۲ در جریان بحثی دربارهٔ پانکراتیت و در سال ۲۰۰۳ با اشاره به واکنشی به یک عفونت خاص به‌کار رفت.
عقیده بر آن است که طوفان سیتوکین عامل مرگ غیرمنتظره و بیش از حدِ بالغینِ جوان در دنیاگیری ۱۹۱۸ آنفلوآنزا بود که در حدود ۵۰ تا ۱۰۰ میلیون نفر را به‌کام مرگ کشید. در چنین مواردی، یک سیستم ایمنی سالم و طبیعی، در واقع نوعی نقطه‌ضعف محسوب می‌شود تا نقطهٔ قوت. پژوهش‌های اولیه در هنگ کنگ نشان داد که این موضوع علت مرگ ناشی از همه‌گیری سارس در سال ۲۰۰۳ بود. مرگ‌های انسانی ناشی از آنفلوآنزای پرندگان H5N1 نیز معمولاً به دلیل طوفان سیتوکین است. این عارضه در جریان سندرم تنفسی ناشی از ویروس هانتا هم مؤثر است.
در سال ۲۰۰۶ میلادی، هنگام یک پژوهش پزشکی در بیمارستان نورث‌ویک پارک انگلستان، استفاده از ترالیزومب بر روی ۶ داوطلب، سبب ایجاد طوفان سیتوکین شدید شد به نحوی که همگی دچار تب بالا، نارسایی ارگان‌های داخلی بدن و پاسخ التهابی گسترده در بدن شدند. شرکت پارکسل که برای کمپانی‌های دارویی کارآزمایی بالینی انجام می‌دهد، در گزارش‌های داخلی خود متذکر شد که این دارو سبب ایجاد طوفان سیتوکین می‌شود که شدیدترین واکنشی است که انسان‌ها ممکن است تجربه کنند.